# La La La (Naughty Boy)
La La La è un singolo del DJ britannico Naughty Boy, pubblicato il 18 maggio 2013 come secondo estratto dal primo album in studio Hotel Cabana.

## Descrizione
In un'intervista il disc jockey Naughty Boy ha spiegato come gli è venuta l'idea per il brano con le seguenti parole:
"Era appena prima che tutto saltasse fuori e lei era qualcuno che ho trascurato mentre cercavo di trovare me stesso. Quando mi ho trovato, ha trovato che fosse meglio trascurarmi. È bello... Coprirmi le orecchie come un bambino e dire  'La La La'. È il bambino che è in me ed è in ognuno di noi!".
Inoltre, sempre secondo Naughty Boy, La La La è stata ispirata dal successo dei No Doubt Don't Speak.Il singolo ha visto la collaborazione del cantautore britannico Sam Smith e l'hook principale che dà il titolo alla canzone proviene da un canto indiano incluso nel pacchetto di sample Voice of India distribuito da Earth Moments nel 2010.

## Video musicale
Il video si apre di una porta contrassegnata con il numero 1111, un numero associato a un segno di cambiamento. Nel video musicale, un ragazzino viene insultato verbalmente da un uomo che presumibilmente è suo padre. Guardando fuori dalla finestra del suo appartamento, vede un uomo vestito in modo insolito e il suo cane in piedi sul marciapiede fuori. Il ragazzo si mette quindi le dita nelle orecchie e inizia a cantare "La la la" in risposta allo sfogo del padre. Correndo fuori dall'appartamento, il ragazzo raggiunge la misteriosa figura fuori e accarezza il suo cane. Vedendo il ragazzo fuori, il padre raccoglie un uovo da un nido di uccello sul davanzale della finestra e glielo lancia.
Il ragazzo e il cane scappano e la scena passa dalla sera al giorno. Il ragazzo sta portando a spasso il cane lungo una strada cittadina, in quella che si suppone essere La Paz, in Bolivia, ed entra in un negozio e scende al piano di sotto. Nel seminterrato dell'edificio, trova una palestra e un uomo dall'aria spaventata e coperto di polvere; L'uomo tiene in mano uno stereo che trasmette musica a un gruppo di donne che fanno aerobica con una donna che è ovviamente una leader e insulta sia l'uomo che le altre poiché il loro mascara cola sulle guance per il pianto. Il ragazzo incoraggia l'uomo ad andarsene, ma sembra riluttante. Il ragazzo poi mima l'atto di mettersi le dita nelle orecchie e cantare "La la la", e l'uomo risponde abbassando il volume dello stereo. Il leader inizia a urlare all'uomo, e lui si mette le dita nelle orecchie e canta "La la la" in risposta alla sua tirata. L'uomo impolverato, il ragazzo e il cane lasciano la palestra e vengono seguiti dalla donna che urla loro dietro mentre se ne vanno.
La coppia poi incontra un venditore di gelati per strada; una figura popolare facile da trovare nelle strade di alcune città sudamericane. Il ragazzo gli dà delle monete e lui tira fuori quello che sembra un cuore umano da una collezione nel suo carrello. Tiene il cuore in aria, il ragazzo lo guarda e poi lo infila nella tasca della giacca dell'uomo impolverato. Facendo eco all'Uomo di latta nel Mago di Oz, l'uomo ora ha un cuore. Il ragazzo poi guarda sulla strada e vede un vigile urbano vestito con un'uniforme da poliziotto insolitamente colorata con una maschera da elefante che gli copre il viso. La sua uniforme, così come il suo naso e le sue orecchie esagerati, sono fatti di tweed a spina di pesce. Sembra Kusillo, lo spirito della festa. Il vigile urbano sta ballando mentre dirige il traffico, ma le auto e i pedoni sembrano ignorarlo. Il ragazzo ancora una volta mima di tapparsi le orecchie al poliziotto, che poi esegue lui stesso i gesti. Questa figura ricorda gli artisti e i clown che spesso si esibiscono per le strade delle città sudamericane per soldi. I tre se ne vanno insieme al cane e la scena si sposta sul loro viaggio in una regione montuosa fuori città. Camminano lungo binari ferroviari in disuso e passano davanti a un televisore abbandonato e scollegato che mostra ancora immagini sullo schermo. Il loro viaggio li porta attraverso lunghe pianure di saline, con il vigile urbano che trasporta il bambino addormentato e l'uomo impolverato che porta a spasso il cane.
La scena si sposta al tramonto, dove hanno acceso un fuoco da campo. Il bambino dorme tra le braccia del vigile urbano mentre l'uomo impolverato tiene e accarezza il cane. La scena si sposta al giorno dopo, dove salgono su una collina verso una miniera abbandonata. Lasciando il cane legato all'ingresso, entrano nella miniera. Scoprono El Tío seduto immobile alla fine di un tunnel. Alla vista della figura, il bambino inizia a piangere e viene abbracciato e confortato da entrambi gli uomini. Gli uomini poi se ne vanno e il bambino rimane inginocchiato davanti alla figura e canta "la la la" con le dita nelle orecchie. Il video si conclude con i due uomini e il cane che se ne vanno dalla miniera.
Il video ha ottenuto la certificazione Vevo, e a luglio 2024 ha raggiunto il miliardo di visualizzazioni.

## Successo commerciale
Il brano ha raggiunto la vetta delle classifiche nel Regno Unito, dove è divenuta anche la quinta canzone più venduta del 2013, e in Italia. Nel 2017, la canzone ha raggiunto il milione di copie nel Regno Unito. Negli Stati Uniti, il brano ha raggiunto la posizione numero 9 nella classifica Billboard Pop 100, nonché la numero 39 nella Billboard Hot 100.
Inoltre, nel 2024 il brano è entrato nella classifica, sempre Billboard, delle 50 canzoni più popolari su TikTok.

## Classifiche

### Classifiche settimanali
| Classifica (2013-25) | Posizione massima |
| -------------------- | ----------------- |
| Australia            | 5                 |
| Austria              | 3                 |
| Belgio (Fiandre)     | 3                 |
| Belgio (Vallonia)    | 5                 |
| Bulgaria             | 2                 |
| Canada               | 43                |
| Danimarca            | 2                 |
| Filippine            | 18                |
| Finlandia            | 2                 |
| Francia              | 6                 |
| Germania             | 2                 |
| Grecia               | 76                |
| Islanda              | 3                 |
| Italia               | 1                 |
| Lettonia             | 19                |
| Lituania             | 36                |
| Lussemburgo          | 3                 |
| Norvegia             | 2                 |
| Nuova Zelanda        | 5                 |
| Paesi Bassi          | 4                 |
| Polonia              | 69                |
| Regno Unito          | 1                 |
| Repubblica Ceca      | 1                 |
| Slovacchia           | 1                 |
| Spagna               | 4                 |
| Stati Uniti          | 19                |
| Svezia               | 13                |
| Svizzera             | 2                 |
| Ungheria             | 20                |

### Classifiche di fine anno
| Classifica (2013) | Posizione |
| ----------------- | --------- |
| Italia            | 22        |
| Polonia           | 9         |

## Riconoscimenti
La La La ai MOBO Awards del 2013 ha vinto i premi come "Miglior canzone" e "Miglior videoclip". Inoltre è stata nominata "miglior singolo britannico" ai BRIT Award 2014.

## Altri usi
Nel marzo 2022 è stato campionato dal ceco Calin nel suo successo Hannah Montana, tratto dal suo LP Popstar.